# 300: Успон царства
300: Успон царства (енгл. 300: Rise of an Empire) је амерички историјски акциони филм из 2014. године, режисера Ноама Мура. То је наставак филма 300 из 2006. године, који се одвија прије, за вријеме и након главних догађаја тог филма, а дијелом је заснован на бици код Артемизија и бици код Саламине уз знатну измјену историјских чињеница. Заснован је на мини серијалу стрипова Френка Милера Ксеркес: Пад куће Дарија и успон Александра (објављен између априла и септембра 2018. године). Зак Снајдер, који је био редитељ и коаутор оригиналног филма, написао је и продуцирао Успон царства. 
Глумачку поставу чинили су су Лина Хиди, Питер Менса, Дејвид Венам, Ендру Тирнан, Ендру Пливин и Родриго Санторо, који понављају своје улоге из првог филма, заједно са Саливаном Степлтоном, Евом Грен, Хансом Метисоном и Каленом Малвејом. Објављен је у 3Д и ИМАКС 3Д 7. марта 2014. Музику је компоновао Junkie XL.
Филм је добио мјешовитим критикама, при чему су критичари хвалили акционе секвенце, музику, кинематографију, визуелне ефекте и глуму Гренове, али су критиковали причу. Филм је зарадио 337 милиона долара широм свијета са буџетом од 110 милиона долара.

## Улоге
| Глумац           | Улога                  |
| ---------------- | ---------------------- |
| Саливан Степлтон | Темистокле             |
| Ева Грен         | Артемизија             |
| Лина Хиди        | краљица Горго          |
| Родриго Санторо  | краљ Ксеркс            |
| Џек О’Конел      | Калисто                |
| Ханс Матесон     | Есхил                  |
| Кален Малвеј     | Сцилас                 |
| Дејвид Венам     | Дилиос                 |
| Ендру Тирнан     | Ефијалт                |
| Игал Наор        | Дарије I               |
| Џерард Батлер    | краљ Леонида (флешбек) |